# Günther Eckardt
Günther Eckardt (* 24. Februar 1933 in Pausa) ist ein deutscher Maler und Grafiker.

## Leben und Werk
Eckardt besuchte die Grundschule in Pöllwitz und erhielt in dieser Zeit in der Freizeit von einem Lehrer Zeichenunterricht. Von 1949 bis 1952 absolvierte er eine Lehre als Holzbildhauer. Danach besuchte er bis zum Abitur 1955 die Arbeiter- und Bauernfakultät für Kunst an der Hochschule für Bildende Künste Dresden. Von 1955 bis 1959 studierte er bei Bernhard Heisig, Werner Tübke, Gerhard Stengel und Elisabeth Voigt an der Hochschule für Grafik und Buchkunst Leipzig. Seit 1960 ist Eckardt freischaffend in Zickra tätig. Dort zog er mit seiner Ehefrau, der Holzkünstlerin Johanna Eckardt-Neudeck, 1979 in das vormalige Jagdhaus derer von Tümpling.
In der DDR bekam Eckardt Aufträge u. a. von volkseigenen Betrieben und vom FDGB für Gemälde und für Arbeiten im öffentlichen Raum in Apolda, Bad Klosterlausnitz, Blankenhain, Greiz, Jena, Stadtroda und Zeulenroda. Neben seiner künstlerischen Arbeit leitete er in Zeulenroda an der Erweiterten Oberschule, im VEB Werkzeugmaschinenbau Wema und von 1966 bis 1976 im Möbelkombinat Zeulenroda volkskünstlerische Zirkel.
Eckardt hatte in der DDR und im Ausland eine Anzahl von Einzelausstellungen und Ausstellungsbeteiligungen. 1983 erhielt er den Kunstpreis des Bezirks Gera. Studienreisen führten ihn nach Bulgarien, in die Sowjetunion, die CSSR und nach Ungarn. 1981 war er auf Einladung Genueser Künstler mit Eberhard Dietzsch und Rainer G. Schumacher (* 1941) in Italien. Nach der deutschen Wiedervereinigung reiste er u. a. auch nach Frankreich.
„Ich konnte immer von der Kunst leben … Auch nach der Wende hatte ich Glück. Es gab keinen Bruch, wie bei manchen Künstlern, sondern etliche Auftraggeber.“

## Mitgliedschaften
- Bis 1990 Verband Bildender Künstler der DDR, Mitglied des Vorstands des Bezirks Gera und der Zentralen Arbeitsgemeinschaft Volksbildung des Verbands
- Verband Bildender Künstler Thüringer e. V.

## Werke (Auswahl)

### Tafelbilder
- Die Brücke (Öl auf Hartfaser, 51 × 69,7 cm, 1974; Otto-Dix-Haus Gera)
- Hommage à Otto Dix (Öl auf Hartfaser, 100 × 125 cm, 1990; Otto-Dix-Haus Gera)

### Druckgrafik
- Die zehn Gebote (Radierzyklus, 1985)
- Dorf im Winter (Farbholzschnitt, 1968)[2]

### Zeichnungen
- Selbstbildnis (Graphit, 59,8 × 45,8 cm, 1979; Otto-Dix-Haus Gera)
- Der letzte Gondoliere (Kohle, 1982)[3]
- Die Orgie (Kohle, 1982)[4]

## Ausstellungen (unvollständig)

### Einzelausstellungen
- 1977: Gera, Galerie im Stadthaus (mit Rudolf Hantschel)
- 2011: Erfurt. Galerie im „Haus zum bunten Löwen“ („Alte Meister“; mit Lothar Freund, Kurt Meyhöfer und Annemarie Rehfeldt)
- 2013: Zeulenroda-Triebes, Städtisches Museum Zeulenroda (Handzeichnungen)
- 2017: Zeulenroda-Triebes, Städtisches Museum Zeulenroda („Neujahrs-Druckgrafiken“)

### Ausstellungsbeteiligungen
- 1961: Magdeburg, Kulturhistorisches Museum (Kunstausstellung der 3. Arbeiterfestspiele)
- 1964: Berlin, Zentraler Klub der Jugend und Sportler („Frieden, Leben, Freude“, Ausstellung zum Deutschlandtreffen der Jugend)
- 1974 und 1984: Gera, Bezirkskunstausstellungen
- 1982: Burgk: Staatliches Museum Schloss Burgk („Die Kunst der Zeichnung im Bezirk Gera“)